# Tyranneau à gorge blanche
Mecocerculus leucophrys
Espèce
Répartition géographique
Statut de conservation UICN

 LC  : Préoccupation mineure
Le Tyranneau à gorge blanche (Mecocerculus leucophrys) est une espèce de passereau de la famille des Tyrannidae.

## Répartition et sous-espèces

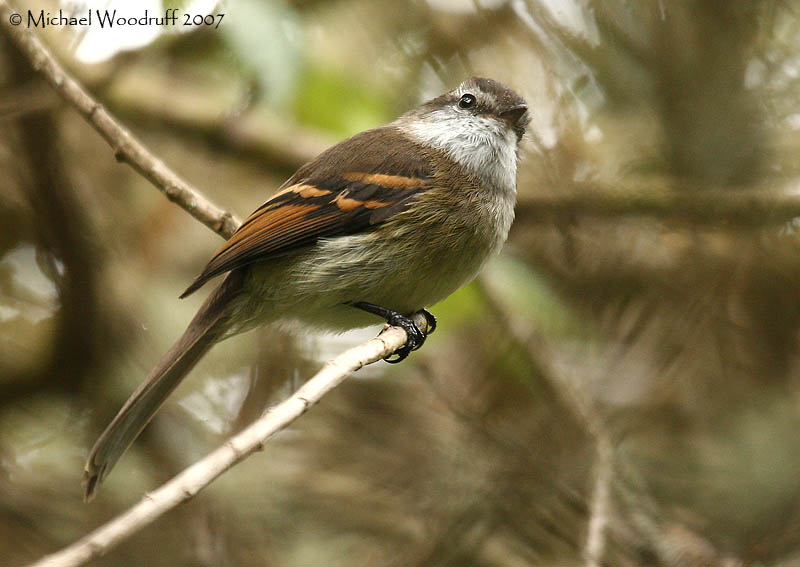
La sous-espèce M. l. rufomarginatus.

Selon la classification de référence du Congrès ornithologique international (15.1, 2025) il se répartit en onze sous-espèces (ordre phylogénique) :
- M. l. montensis (Bangs, 1899) — sierra Nevada de Santa Marta ;
- M. l. chapmani Dickerman, 1985 — tepuys du Venezuela (cerros Duida et Marahuaca) ;
- M. l. nigriceps Chapman, 1899 — cordillère de la Costa (Venezuela) ;
- M. l. notatus Todd, 1919 — Andes centrales et occidentales de Colombie ;
- M. l. setophagoides (Bonaparte, 1845) — cordillère Orientale (Colombie) et de Mérida (Venezuela) ;
- M. l. parui Phelps & Phelps Jr, 1950 — tepuys du sud du Venezuela (cerro Parú) ;
- M. l. rufomarginatus (Lawrence, 1869) — du sud de la Colombie au nord du Pérou ;
- M. l. roraimae Hellmayr, 1921 — tépuis du Venezuela ;
- M. l. brunneomarginatus Chapman, 1924 — Andes péruviennes ;
- M. l. pallidior Carriker, 1933 — Andes du centre-ouest péruvien ;
- M. l. leucophrys (d'Orbigny & Lafresnaye, 1837) — Andes tempérées, du sud-est du Pérou à la Bolivie et au nord-ouest de l'Argentine[2].